# Trinchado (programa de televisión)
Chopped: Eliminado (Chopped en inglés) es un programa de televisión estadounidense de telerrealidad culinaria creado por Dave Noll y Michael Krupat, junto con la productora ejecutiva Linda Lea, y presentado por Ted Allen. En este concurso cuatro chefs se enfrentarán unos contra otros compitiendo por la oportunidad de ganar 10.000$. El programa es conocido por ser más afilado que la mayoría de la programación al aire en la red, utilizando el lenguaje censurado con frecuencia.

## Formato
En cada episodio, cuatro chefs compiten. Su desafío es tomar una cesta misteriosa de  ingredientes y los convierten en un plato que se juzga por su creatividad, presentación y sabor con un mínimo de tiempo para planear y ejecutar. El programa se divide en tres rondas: "Aperitivo", "Entrada", y "Postre". En cada ronda, a los cocineros se les da una cesta que contiene entre tres y cinco (generalmente cuatro) ingredientes, y el plato de cada competidor preparado deberá contener cada uno de esos ingredientes. Si falta un ingrediente no incurre en la descalificación inmediata. Los ingredientes a menudo no se preparan comúnmente juntos. Por ejemplo, en "Yuca, Sandía, Tortillas," (ventilados originalmente el 10 de febrero de 2009) El aperitivo "cestas del curso" contenían sandía, sardinas enlatadas, queso pepper jack, y calabacín.
A los competidores se les da acceso a una despensa y refrigerador abastecido con una amplia variedad de otros ingredientes. Cada ronda tiene un límite de tiempo; veinte minutos para la ronda Aperitivo (treinta minutos en alguna temporada unos episodios), y treinta minutos para las rondas plato principal y postre (algunos episodios dieron los chefs 40 o 45 en el plato redondo a permitir que manejen las aves de corral gran conjunto, por ejemplo, pavos, gansos, patos o, otro dio los chefs cincuenta minutos en la ronda de postre).Los cocineros deben cocinar sus platos y completar cuatro recubrimientos (una para cada juez más una "placa de la belleza") antes de que acabe el tiempo. Después de cada ronda, los jueces critican los platos basados en la presentación, el sabor y la creatividad. Los jueces entonces deciden que el chef está "picado", es decir, eliminados de la competencia. Por lo tanto, por la ronda postre, sólo dos chefs permanecen. Al decidir el ganador, los jueces consideran no sólo el campo de postre, sino toda la comida que presenta cada cocinero en su conjunto. El ganador recibe 10.000 dólares.